# Johan Johnsson
Johan Viktor Johnsson (kallad J.W. Johnsson eller Jive), född 19 september 1894 i Osby församling, Kristianstads län, död 10 juli 1983 i Hägerstens församling, Stockholm, var chef för Stockholms stadsmission och folkpartistisk riksdagspolitiker. Han var far till Brita Stendahl.
Johan Johnsson blev teologie kandidat vid Lunds universitet 1921 och var komminister i Söderköping församling och Skönberga församling 1921–1923. Han var därefter föreståndare för Stockholms stadsmission 1924–1960, och var även ordförande i De kristna samfundens nykterhetsrörelse 1932–1950.
Mellan 1945 och 1952 var han riksdagsledamot för Stockholms stads valkrets i andra kammaren. Han var ledamot i första lagutskottet 1949–1952 samt i särskilda utskottet 1951. I riksdagen var han särskilt engagerad i sociala och moraliska frågor, såsom åtgärder mot skilsmässor. Han var även ledamot stadsfullmäktige i Stockholms stad åren 1942–1966.
Johnsson engagerade sig i Kejneaffären till stöd för Karl-Erik Kejne, pastor vid Stadsmissionen, och lämnade även in en interpellation i riksdagen i frågan 1951.
Johnsson blev ledamot av Vasaorden 1942 och av Nordstjärneorden 1949 samt kommendör av Vasaorden 1961.
Johan Johnsson är begravd på Bromma kyrkogård.